# 목호
목호(牧胡)는 13세기 원(元)이 제주도에 설치한 목장(아막阿莫)의 관리를 위해 파견된 몽골인(胡)을 말한다. 《고려사》에는 하치(哈赤), 달달목자(達達牧子), 달단목자(韃靼牧子), 탐라목자(耽羅牧子)로도 등장한다.
삼별초가 여몽연합군에 의하여 평정된 후에 원은 제주도의 동서에 목마장을 세웠고, 이 목마장은 원 조정이 관리를 맡아 주재하였다. 목호의 수는 1,400명에서 1,700명에 이르렀으며, 약 1백년 동안 제주도에 주둔하였다.
목호들은 공민왕의 즉위 후 고려가 반원정책을 펴자 고려 관리를 살해하고 원나라에 만호부를 설치해 줄 것을 요구하며 반란을 획책하였다. 이에 최영 장군이 공민왕의 명에 따라 2만 5천여 명의 군사를 이끌고 이들을 정벌하였는데, 이를 '목호의 난'이라고 한다.